# Heckengelände im Gewand Zwirgel
Das Heckengelände im Gewand Zwirgel ist ein vom Landratsamt Rottweil am 1. Februar 1953 durch Verordnung ausgewiesenes Landschaftsschutzgebiet auf dem Gebiet der Gemeinde Bösingen.

## Lage
Das Landschaftsschutzgebiet Heckengelände im Gewand Zwirgel liegt etwa 700 Meter westlich von Bösingen nördlich der Dunninger Straße. Es gehört zum Naturraum Obere Gäue.

## Landschaftscharakter
Das Landschaftsschutzgebiet enthält, anders als es der Name vermuten lässt, nur eine einzige Feldhecke und wenige Einzelbäume. Ansonsten handelt es sich um eine vergleichsweise strukturarme Agrarlandschaft mit Wirtschaftswiesen und Äckern.